# Cratere Valborg
Valborg  è un cratere sulla superficie di Venere.